# موراي مايرز
موراي مايرز هو لاعب هوكي الجليد كندي، ولد في 1952.

## وصلات خارجية
- موراي مايرز على موقع EliteProspects.com (الإنجليزية)
- موراي مايرز على موقع HockeyDB.com (الإنجليزية)
- موراي مايرز على موقع Hockey-Reference.com (الإنجليزية)